# 足泷站
足瀧站（日语：／ Ashidaki eki */?）是一個位於新潟縣中魚沼郡津南町大字上鄉寺石，屬於東日本旅客鐵道（JR東日本）飯山線的鐵路車站。
在飯山線上是新潟縣內最西的車站，2010年4月1日起此站至越後川口站的路段劃入新潟支社的地域。

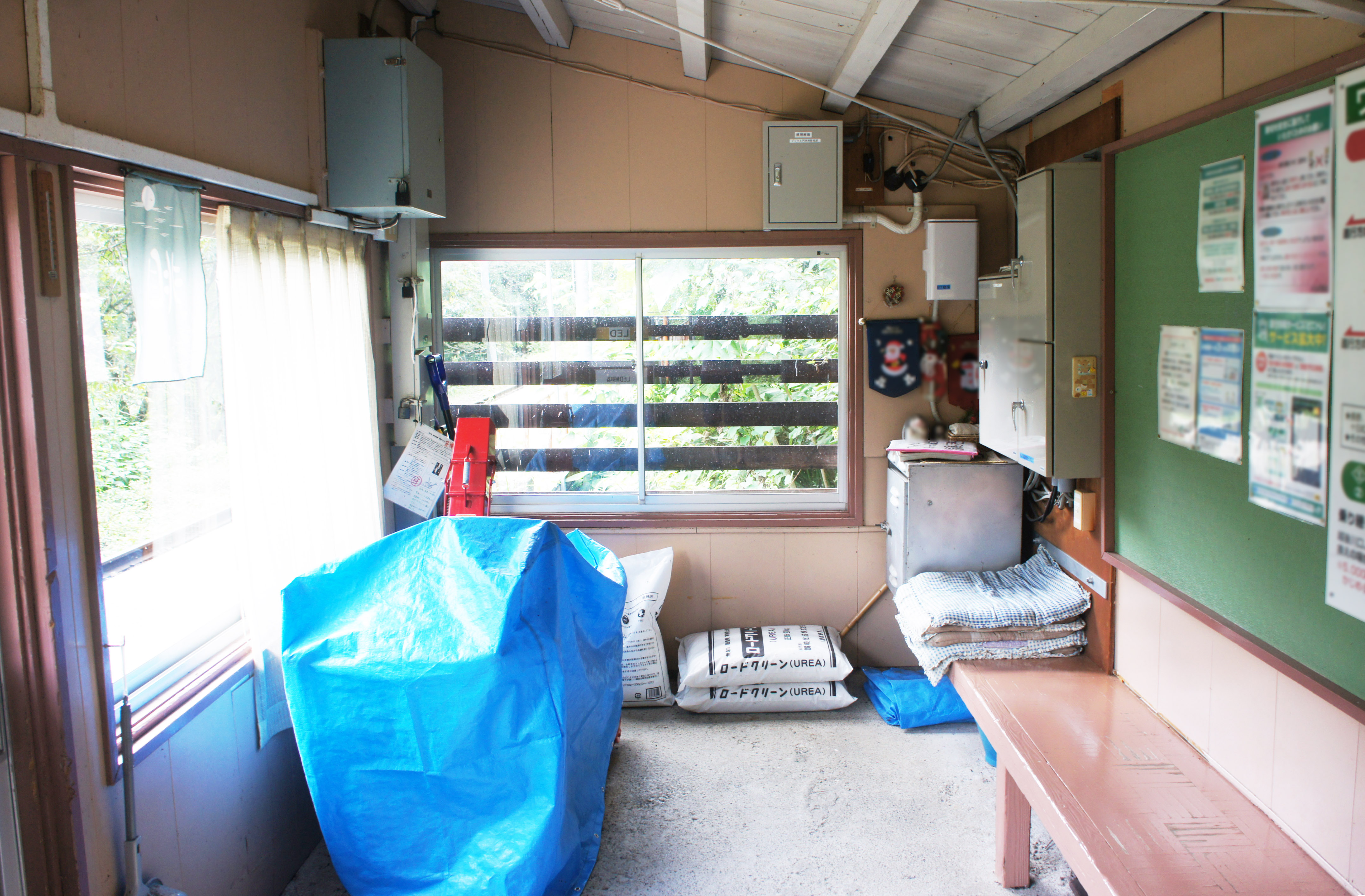
候車室内（2021年9月）

## 車站結構
側式月台1面1線的地面車站。沒有站舍，月台上設有待合所。沒有設置廁所。

## 相鄰車站
東日本旅客鐵道
■飯山線
森宮野原－足瀧－越後田中
1. 1 2 3 4 5 6 7 8 9  . 週刊朝日百科. 21号 新潟駅・弥彦駅・津南駅ほか. 朝日新聞出版. 2012-12-30: 26.